# Thesea nutans
Thesea nutans is een zachte koraalsoort uit de familie Plexauridae. De koraalsoort komt uit het geslacht Thesea. Thesea nutans werd in 1864 voor het eerst wetenschappelijk beschreven door Duchassaing & Michelotti. 